# Papelera Española
Papelera Española fue una empresa española fundada en 1901 por Nicolás María de Urgoiti y Rafael Picavea, a partir de la fusión de cerca de diez empresas. Tuvo su sede en la ciudad vizcaína de Bilbao. Controló el mercado del papel en el país durante buena parte del siglo xx, hasta el punto de ejercer un monopolio sobre este. Por este motivo, Urgoiti y su empresa fueron el blanco de numerosas críticas por parte de sus competidores, especialmente en el mundo de la prensa.La empresa se disolvió en 1997.

## Historia

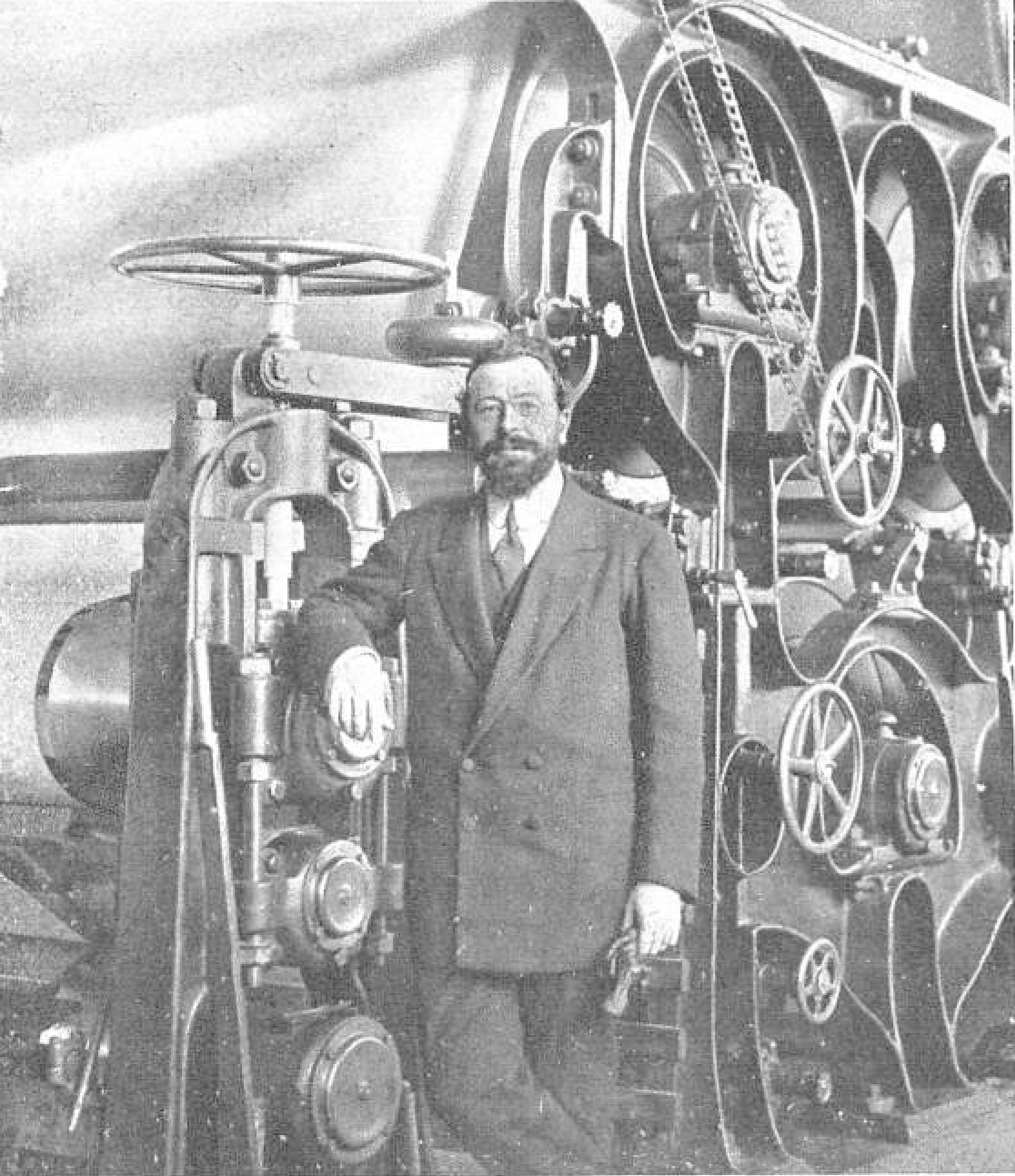
Nicolás Urgoiti en una fábrica de papel de la empresa

Los primeros años del negocio fueron económicamente complicados, especialmente entre 1902 y 1908. Hacia 1907 la empresa disponía de 14 000 trabajadores y sus fábricas disponían de una potencia de 12 000 caballos de vapor. En 1902 la producción anual de papel fue de 21,1 toneladas y las ganancias de Papelera Española fueron de 1 143 000 pesetas. En 1929 la producción anual había aumentado hasta casi 60 toneladas y las ganancias se habían multiplicado, alcanzando los 8 022 000 pesetas.

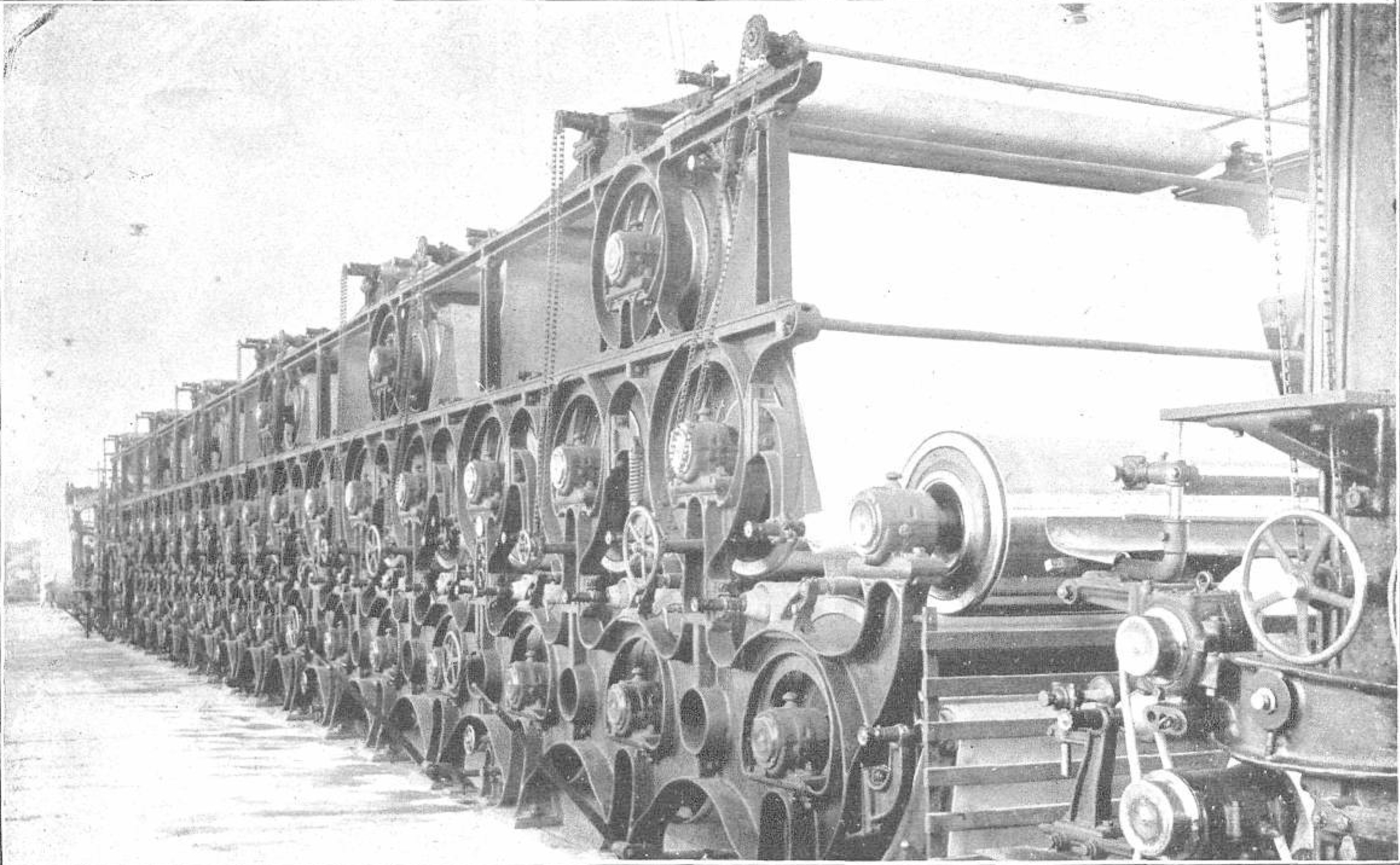
Fábrica de papel de Rentería

La empresa llegó a ejercer un cuasi monopolio sobre el mercado del papel, y en cierta medida, contó con la protección del Estado, que solía fijar unos fuertes aranceles para el papel que se importaba desde el extranjero. A comienzos de la década de 1920 esta situación había llevado a la empresa papelera a ganarse numerosos enemigos.
Sin embargo, los negocios de la Papelera Española fueron más allá de la producción y el comercio del papel, diversificando sus operaciones. En 1913 la Papelera Española participó en la constitución de la compañía Prensa Gráfica, que sería propietaria de importantes publicaciones ilustradas como Mundo Gráfico, Nuevo Mundo o La Esfera. Posteriormente Urgoiti puso en marcha sus dos propios periódicos, El Sol y La Voz, para competir con los principales diarios de la época, y años después —en 1924— creó su propia agencia de noticias, Febus. El servicio de noticias de Febus llegó a ser uno de los más importantes de España, en parte porque los diarios que tenían problemas para pagar la adquisición de papel a su matriz —la Papelera Española—, a cambio, solían estar suscritos al servicio ofrecido por Febus. En 1918 Urgoiti puso en marcha la Editorial Calpe, con lo que también entró en el negocio editorial. Calpe se uniría con la editorial Espasa en 1925, dando lugar a una poderosa editorial.
Hacia 1935 el capital social de la Papelera Española era de unos trescientos millones de pesetas de la época.